# Lineáris gyorsító
A lineáris gyorsító (angolul: Linear Accelerator, vagy röviden linac [ejtsd: linak]) a részecskegyorsítók egy változata, mellyel elektromosan töltött részecskéket (például elektronokat, protonokat, pozitronokat vagy ionokat) lehet egyenesvonalú pályán gyorsítani.

## Lineáris gyorsítók fejlődése

A lineáris gyorsító elvi felépítése (Ising és Wideröe nyomán)

A részecskéket korábban egyenáramú gyorsítókkal gyorsították, hamarosan kiderült azonban, hogy így nem lehet tetszőlegesen nagy energiákat elérni. Ha a feszültséget egy bizonyos érték fölé emeljük, akkor koronakisülés jön létre, és az így elveszett töltést folyamatosan pótolni kell.
Ezért terelődött a figyelem a váltakozó feszültséget használó rezonanciagyorsítókra. A váltakozó áramú lineáris gyorsítót Gustav Ising javasolta és először Rolf Wideröe építette meg, 1928-ban. Ez a gyorsító több gyorsítóelemből, úgynevezett driftcsőből áll. A driftcsövek között hézagok vannak, amelyben ez elektromos mező iránya rendszeresen változik olyan ütemben, hogy az odaérkező részecskét mindig gyorsítsa, ezáltal a mozgási energiáját viszonylag kis lépésekben növelni tudja. Amíg a részecske a driftcsövekben tartózkodik, addig nem hat rá erő, mivel az Faraday-kalitkaként viselkedik. Ilymódon olyan energiára lehet gyorsítani a részecskét, amely egyetlen gyorsítóelemmel nem érhető el.
Sloan, Lawrence, 1931
A lineáris gyorsítók egészen addig nem voltak túlzottan sikeresek, míg 1945-ben egymástól függetlenül McMillan és Vekszler fel nem fedezték a fázisstabilitás elvét. Az első komolyabb lineáris gyorsítót 1948-ban építették az Egyesült Államokban, mely 68 MeV-es protonenergia elérésére volt képes. [Angeli, 37. old]

## Lineáris gyorsítók felhasználása
- Részecskék kutatásánál a közel fénysebességre gyorsított részecskéket a gyorsítóból egy célra (target) irányítják, és az ütközéskor keletkező részecskéket vizsgálják
- Más esetekben két részecskenyalábot egymással szemben gyorsítanak fel, és egymással ütköztetnek, és a kölcsönhatásukat vizsgálják
- Mint részecskeforrást használják fel további részecskegyorsítókhoz előgyorsítónak. Ekkor injektornak nevezik
- Gyakorlati célokra általában az elektronnyalábokkal előállított röntgensugárzást használják fel, például
  - az orvostudományban a rákos daganatok sugárterápiájára
  - az iparban vastag falú építőelemek átvilágítására

## Lineáris gyorsítók nagyenergiájú kísérletekben
A kis tömegű részecskék, mint az elektron, a körkörös gyorsítókban rengeteg energiát veszítenek szinkrotronsugárzás formájában. A LEP-nél lényegesen nagyobb energiákra elektronokat csak lineáris gyorsítókkal lehet gyorsítani.

## Fordítás
- Ez a szócikk részben vagy egészben  a   Linearbeschleuniger című német Wikipédia-szócikk fordításán alapul.  Az eredeti cikk szerkesztőit annak laptörténete sorolja fel. Ez a jelzés csupán a megfogalmazás eredetét és a szerzői jogokat jelzi, nem szolgál a cikkben szereplő információk forrásmegjelöléseként.